# Sola fide
Sola fide (ablatif latin signifiant par la foi seule) est une expression désignant le principe protestant que seule la foi peut sauver. Il fait partie des cinq solas.

## Doctrine
La foi est la croyance en la mort rédemptrice de Jésus-Christ, mort sur la croix pour les péchés des hommes qui le reconnaissent comme leur sauveur. La foi permet la réconciliation avec Dieu, c'est le seul moyen qui permet de parvenir au salut, ce qui signifie pour le chrétien la vie éternelle après la mort.
Le principe sola fide signifie que les bonnes œuvres ne peuvent pas contribuer au salut.
La doctrine du salut par la foi (que l'on appelle également la justification par la foi) a joué un très grand rôle au moment de la Réforme protestante, lorsque Martin Luther, très préoccupé par son salut et insatisfait des réponses de l'Église de son temps, a compris l'importance de l'Écriture, en lisant l'épître de Paul aux Romains. Cette doctrine est par conséquent la pierre angulaire de la Réforme protestante. Par cette doctrine du salut par la foi seule, le protestantisme se démarque des autres religions qui prescrivent des œuvres ou des rites dans l'optique d'améliorer l'homme afin qu'il participe à son salut.